# Norwalk, Ohio
Norwalk là một thành phố thuộc quận Huron, tiểu bang Ohio, Hoa Kỳ. Năm 2010, dân số của thành phố này là 17012 người.

## Dân số
- Dân số năm 2000: 16238 người.
- Dân số năm 2010: 17012 người.